# Castelli Calepio
Castelli Calepio est une commune italienne de la province de Bergame, dans la région Lombardie.

## Administration
| Période                                  | Période | Identité | Étiquette | Qualité |
| ---------------------------------------- | ------- | -------- | --------- | ------- |
|                                          |         |          |           |         |
| Les données manquantes sont à compléter. |         |          |           |         |

### Hameaux
Tagliuno, Calepio, Cividino, Quintano

### Communes limitrophes
Capriolo, Credaro, Gandosso, Grumello del Monte, Palazzolo sull'Oglio